# Eagle, Colorado
Eagle är en stad (town) i Eagle County, i delstaten Colorado, USA. Enligt United States Census Bureau har staden en folkmängd på 6 466 invånare (2011) och en landarea på 11,9 km². Eagle är huvudort i Eagle County.